# Station Florac

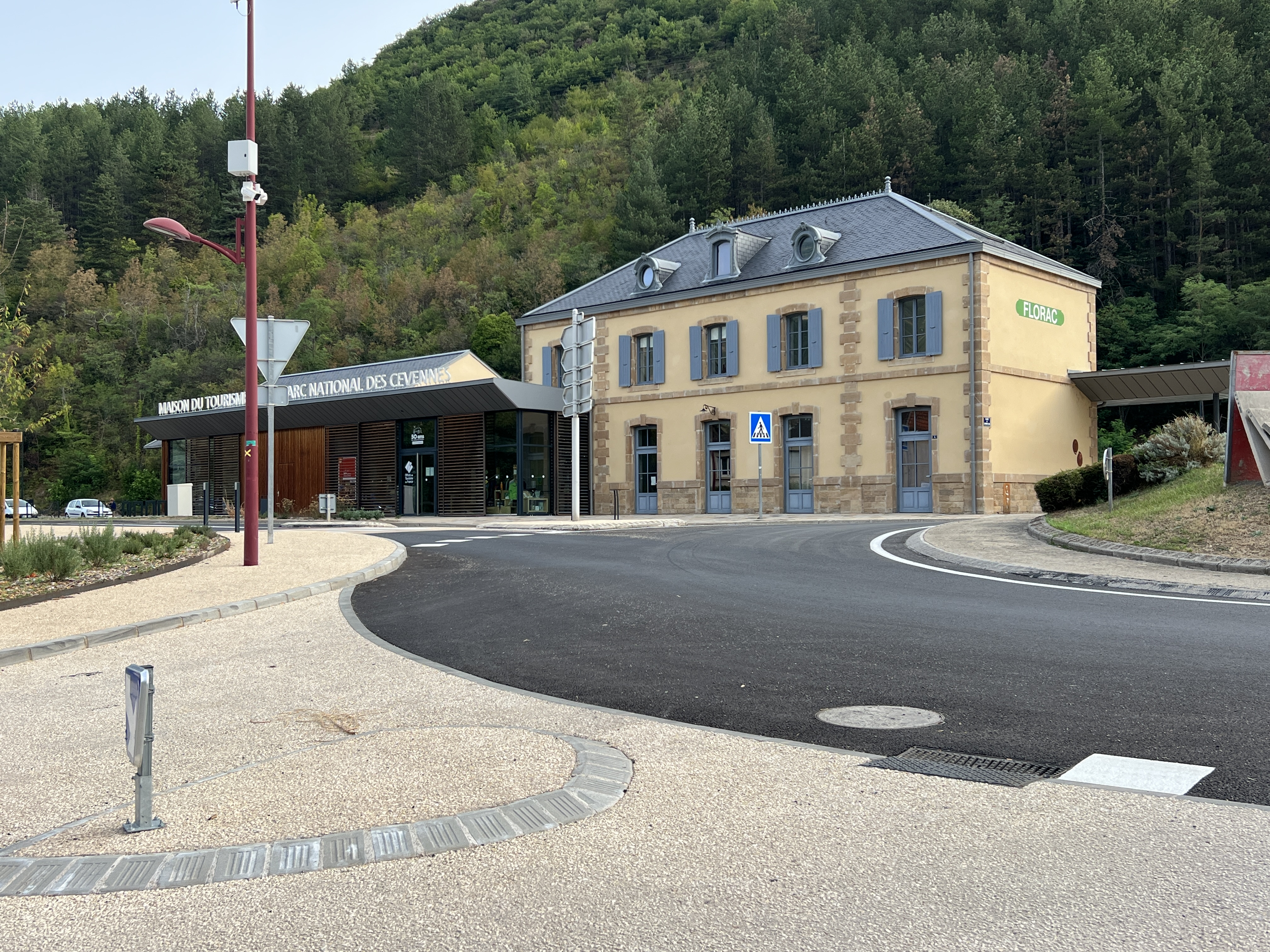
Het voormalige stationsgebouw in 2023

Station Florac was een spoorwegstation in de gemeente Florac Trois Rivières in het Franse departement Lozère. Het maakte deel uit van de spoorlijn Saint Cécile d'Andorge - Florac die tussen 1909 en 1968 in bedrijf was. Heden ten dage is het gebouw in gebruik als toeristisch informatiecentrum met exposities over de Cevennen.